# Berit Hjelholt
Berit Ann-Mari Hjelholt, født Eriksson (født 21. september 1920 i Munsala, Finland, død 30. juli 2016 i Fjerritslev) var en dansk væver og kirkekunstner, mest kendt for sit billedtæppe til Folketingssalen.
Berit Hjelholt blev uddannet i mønstertegning og tekstilformgivning i på Aalto-universitetet i Helsinki. I 1949 blev hun gift med den danske modstandsmand Gunnar Hjelholt og flyttede i den forbindelse til Danmark. Sammen var de på en lang række udlandsrejser til bl.a. Indien, Thailand, Hawaii, Japan og USA; indtryk som inspirerede hende i hendes senere vævearbejde. I årene 1964-67 studerede hun japansk og kalligrafi ved Københavns Universitet. I 1969 flyttede familien til Nordjylland, hvor Hjelholt fik atelier og kursusejendom.
Hun har bl.a. udført store billedtæpper til Ellebæk Kirke (1989) og kapellet på Viborg Kirkegård (1990) samt alterudsmykning til Gundsømagle Kirke (1992).
Berit Hjelholt udførte bl.a. vægtæppet med titlen Som en rejselysten flåde (1987), som i knap tre årtier hang bag talerstolen i folketingssalen på Christiansborg. I 2016 valgte Folketingets præsidium på daværende formands Pia Kjærsgaards initiativ, at deponere tæppet på Vendsyssel Kunstmuseum, hvor man i forvejen har en del af Hjelholts arbejder i samlingen.
Berit Hjelholt var medlem af Kunstnersammenslutningen Corner.
Hjelholt var tante til politikeren Uffe Elbæk.